# Eugène Flachat

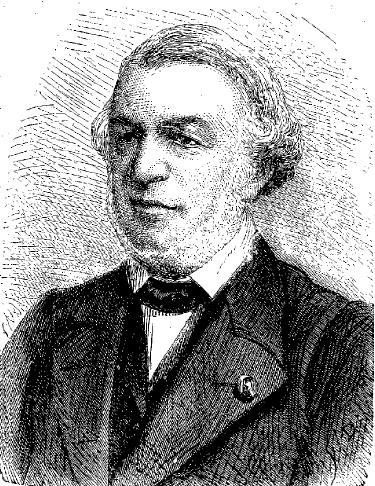
Eugène Flachat

Eugène Flachat (Nîmes, 1802 — Arcachon 1873) was een Franse ingenieur. Hij bouwde de eerste spoorwegen in Frankrijk. Hij is een van de 72 Fransen wier namen in reliëf op de Eiffeltoren zijn aangebracht.